# Tour du Limbourg amateurs
Pour les articles homonymes, voir Tour du Limbourg.
Le Tour du Limbourg amateurs est une course par étapes disputée dans la province de Limbourg, en Belgique, de 1945 à 2003, par des coureurs ayant le statut d'amateur.

## Palmarès
| Année | Vainqueur             | Deuxième                | Troisième             |
| ----- | --------------------- | ----------------------- | --------------------- |
| 1945  | Gustaaf Wuyckens      | Raymond Impanis         | Albert Vrancken       |
| 1946  | Raymond Impanis       | Florent Mathieu         | Lucien Mathys (nl)    |
| 1947  | Marcel Vermeiren      | Marcel Verschueren (nl) | Léon Daenekynt        |
| 1948  | Jean Van Briel        | Armand Baeyens          | Alfons Meurs          |
| 1949  | Guillaume Hendriks    | Isidoor De Ryck (nl)    | Adelin Persyn         |
| 1950  | Gerard Deborre        | Leopold Schaeken (nl)   | Willy Dessein         |
| 1951  | Karel Borgmans        | Lucien Claes            | Leon Van Daele        |
| 1952  | Lucien Victor         |                         |                       |
| 1953  | Willem Vandebosch     | Gerard Indevuyst        | Piet van den Brekel   |
| 1954  | Rik Luyten            |                         |                       |
| 1955  | Karel Clerckx         | Piet Craenen            | Jul. Ingels           |
| 1956  | Alfons Mellebeek      | Cyriel Huyskens         | Valère Paulissen (de) |
| 1957  | Lode Wouters          | Cyriel Huyskens         | Jules De Cap          |
| 1958  | Henri De Wolf         | Willem Kamphuis         | Jules De Cap          |
| 1959  | Arthur Claeys         | Willy De Clercq         | Leon Sebregts         |
| 1960  | Joseph Michels        | Albert Covens           | Yvan Covent           |
| 1961  | Frans Melckenbeeck    | Joseph Michels          | Michel Bex            |
| 1962  | Roger Swerts          | Jozef Boons             | Camiel Vyncke (de)    |
| 1963  | Eddy Merckx           | Etienne Van Vlierberghe | Roger De Clercq       |
| 1964  | Tony Houbrechts       | Herman Van Springel     | Aimé Delaere          |
| 1965  | André Zwaenepoel      | Wim Schepers            | Paul Philippaers      |
| 1966  | Pieter Nassen         | Jozef Van Hout          | André Van Espen       |
| 1967  | Camille Sohier        | Romain Poriau           | Jean-Pierre Wattiez   |
| 1968  | Roger Jochmans        | Willy Moonen            | Camille Sohier        |
| 1969  | Paul Crapez           | Jacky Coene             | Jaak Clauwaert        |
| 1970  | Willy Van Malderghem  | Raymond Vanstraelen     | August Herijgers      |
| 1971  | Michel Van Vlierden   | André Vermaelen         | Frans Dierickx        |
| 1972  | Jean-Paul Spileers    | Omer Meeus              | José Clabots          |
| 1973  | Jos Jacobs            | Jean-Paul Spileers      | François Van Beeck    |
| 1974  | Dirk Ongenae          | Karel Sels              | Jean-Pierre Sterckx   |
| 1975  | Alain Kaye            | Rudy Pevenage           | Noël Loenders         |
| 1976  | Oscar Dierickx        | Eddy Vaes               | Maurice Petry         |
| 1977  | Géry Verlinden        | Guy Nulens              | Ludo Schurgers (it)   |
| 1978  | Ludo Frijns           | Daniel Willems          | Walter Schoonjans     |
| 1979  | Willy De Keyser       | Walter Marijnissen      | Ruud van der Rakt     |
| 1980  | Noël Segers           | Mark Sillen             | Walter Marijnissen    |
| 1981  | Eric Vanderaerden     | Dany Schoonbaert        | Nico Emonds           |
| 1982  | Jos Kerkhofs          | Lieven Gorris           | Eric Lamers           |
| 1983  | Rolf Gölz             | Franky Van Oyen (nl)    | Johan Berghmans       |
| 1984  | Eddy Cochet           | Hans Daams              | André Meuwissen       |
| 1985  | Bruno Geuens (en)     | Marc Manders            | Frank Raskin          |
| 1986  | Guido Verdeyen        | Paul Curran (en)        | Dave Das              |
| 1987  | Koen Vekemans         | Guy Rooms               | Jean-Marie Vernie     |
| 1988  | Thomas Dürst          | André Bayenet           | Kurt Onclin (nl)      |
| 1989  | Peter Hermans         | Bart Leysen             | Daniel Verelst        |
| 1990  | Kurt Verleden         | Johan Van Eylen         | Benny Kerkhofs        |
| 1991  | Wim Omloop            | Peter Saey              | Nico Desmet           |
| 1992  | Frank Corvers         | Erwin Thijs             | Guy Geerinckx         |
| 1993  | Gert Van Brabant      | Ludo Dierckxsens        | Johan Van Eylen       |
| 1994  | Yannick Cornelis      | Mario Moermans          | Eric Torfs            |
| 1995  | Tony Bracke           | Nico Renders            | Gert Vanderaerden     |
| 1996  | Tim Lenaers           | Filip Pocket            | Danny Jonckheere      |
| 1997  | Wilfried Cretskens    | Jurgen Vermeersch (nl)  | Wesley Theunis        |
| 1998  | Bart Everaert         | Geert Verdeyen          | Kristof Vancauteren   |
| 1999  | Tim De Peuter         | Kris Adami              | Robby Pelgrims        |
| 2000  | Jurgen Van Goolen     | Andrey Kashechkin       | Tom Boonen            |
| 2001  | Jurgen Van Goolen     | Marc Goetschalckx       | Tom Serlet            |
| 2002  | Jurgen Van den Broeck | Johan Vansummeren       | Gert Steegmans        |
| 2003  | Pieter Weening        | Frederik Veuchelen      | Jukka Vastaranta      |